# Наваса
Острво Наваса (енгл. Navassa Island, фр. La Navase) је мало, ненастањено острво у Карипском мору. Острво је суверени део Сједињених Држава. Влада САД над њим полаже суверенитет, а острвом управља Служба за рибарство и дивљач САД (U.S. Fish and Wildlife Service). С друге стране, калифорнијски бизнисмен Бил Ворен (Bill Warren), позивајући се на закон о острвима Гвано, поднео је службени захтев да му се призна власништво над острвом, иако права на острво полаже и Хаити.
Острво има површину од 5,2 км² и налази се око 160 km јужно од војне базе САД Гвантанамо на локацији 18° 24′ 0″ N 75° 0′ 30″ W / 18.40000° С; 75.00833° З.